# کمپ (اکلاهما)
کمپ(به انگلیسی: Kemp) شهری در ایالت اکلاهما کشور ایالات متحده آمریکا است که جمعیت آن در سرشماری سال ۲۰۱۰ میلادی، ۱۳۳ نفر بوده‌است.